# اچ‌ام‌سی‌اس اتاوا (دی‌دی‌اچ ۲۲۹)
اچ‌ام‌سی‌اس اتاوا (دی‌دی‌اچ ۲۲۹) (به انگلیسی: HMCS Ottawa (DDH 229)) یک کشتی بود که طول آن ۳۶۶ فوت (۱۱۱٫۶ متر) بود. این کشتی در سال ۱۹۵۳ ساخته شد.